# Список вулиць Харкова (Є)
| Назва            | Тип   | Довжина, м | Колишні назви                                | Район(и)             | Місцевість                        |
| ---------------- | ----- | ---------- | -------------------------------------------- | -------------------- | --------------------------------- |
| Євгена Гребінки  | в-д   |            | 3-й в'їзд Челюскінців                        | Київський            |                                   |
| Євгена Єгорова   | вул.  |            |                                              | Індустріальний       | Рогань                            |
| Євгена Єгорова   | пров. |            |                                              | Індустріальний       | Рогань                            |
| Євгена Котляра   | вул.  | 1110       | Конарєва, Червоноармійська                   | Холодногірський      | Панасівка, Залізничний вокзал     |
| Євгена Плужника  | в-д   | 60         | Руднєва                                      | Основ'янський        |                                   |
| Євгена Плужника  | вул.  | 460        | Руднєва                                      | Основ'янський        |                                   |
| Євгена Плужника  | пров. | 420        | Руднєва                                      | Основ'янський        |                                   |
| Євгена Храпка    | вул.  | 663        | Адигейська                                   | Салтівський          | Стара Салтівка                    |
| Євгена Чикаленка | пров. | 160        | Булгаківський, Карбишева                     | Основ'янський        | Захарків                          |
| Євгенівська      | вул.  | 760        | Воровського                                  | Салтівський          | Євгенівка                         |
| Євгенія Єніна    | вул.  | 1040       | Цегляна, Інженерна, Грінченківська, Бакуліна | Шевченківський       | Шатилівка                         |
| Євпаторійський   | пр-д  | 235        |                                              | Київський            | П'ятихатки                        |
| Європейська      | вул.  | 2070       | Новгородська                                 | Шевченківський       | Соснова гірка, Шатилівка          |
| Євсюківський     | пров. | 130        |                                              | Новобаварський       | Новоселівка                       |
| Єдності          | вул.  | 4000       | Краснодарська                                | Немишлянський        | Немишля, Стара Салтівка, Салтівка |
| Єнакіївська      | вул.  | 2100       |                                              | Немишлянський        | ХТЗ                               |
| Єнакіївський     | пров. | 260        |                                              | Немишлянський        | ХТЗ                               |
| Єрмілова         | вул.  |            |                                              | Індустріальний \|ХТЗ |                                   |
| Єрмолаївський    | пров. | 170        |                                              | Холодногірський      | Лиса Гора                         |